# George Hall (acteur canadien)
Pour les articles homonymes, voir George Hall et Hall.
Cet article concerne l'acteur canadien né en 1916 et décédé en 2002. Pour le mathématicien (1925-), voir George Garfield Hall.
George Hall est un acteur de théâtre, de télévision et de cinéma de nationalité canadienne, né le 19 novembre 1916 et mort le 21 octobre 2002. 

## Biographie
Il commença sa carrière sur les planches des théâtres de Broadway en 1946.
Il a également marqué les esprits du public américain, au milieu des années 1990, par son rôle mémorable de M. Eldridge, de la série Remember WENN, diffusée sur la chaine américaine AMC.
Il est tout particulièrement connu pour avoir incarné en 1992 et 1993 Indiana Jones dans la série Les Aventures du jeune Indiana Jones.
Il meurt le 21 octobre 2002 des complications d'un accident vasculaire cérébral.

## Filmographie
- 1944 : A Canterbury Tale
- 1987 : From the Hip
- 1988 : Toutes folles de lui
- 1997 : La Dame de Windsor
- 1999 : Big Daddy